# Objects. Journal of Applied Arts
Das Objects. Journal for Applied Arts ist ein Magazin, welches sich mit Trends und neuen Ansätzen im Bereich des zeitgenössischen Handwerks, der angewandten Künste sowie Design und Qualitätsproduktion beschäftigt, wie u. a. Illustration, Grafikdesign, Textil-Kunst, Keramik, Möbeldesign, Glas- und Buch-Kunst.
Das Magazin versteht sich als Kulturjournal mit einem besonderen Blick auf die besondere „materielle Kultur“ und die dahinter stehenden Individuen. Das Thema der Bedeutung von Materialität und der Zukunft von Kunsthandwerk und handwerksorientiertem Design sowie deren sozialer Relevanz sind hierbei Leitmotive des Journals, welches sich besonders durch seine aufwendigen Fotostrecken und Beiträge renommierter Akteure und Kenner des Feldes auszeichnet.
Gegründet wurde das Objects Journal im Jahr 2008 von Pascal Johanssen und Katja Kleiss. Es wird herausgegeben vom gemeinnützigen Illustrative e. V. in Berlin.

## Ausgaben
- No. 1 Neocraft (2008)
- No. 2 Craftpunk (2009)
- No. 3 Bildersturm (2009)
- No. 4 Craft Poetry (2010)
- No. 5 Handmade in Germany (2012)
- No. 6 Illustrative (2013)
- No. 7 Weltreise (2014)